# Wola Przewłocka
Wola Przewłocka – wieś w Polsce położona w województwie lubelskim, w powiecie parczewskim, w gminie Parczew.
| SIMC    | Nazwa     | Rodzaj    |
| ------- | --------- | --------- |
| 1023374 | Mariampol | część wsi |

W latach 1975–1998 miejscowość administracyjnie należała do województwa bialskopodlaskiego.
Wieś stanowi sołectwo w gminie Parczew. Według Narodowego Spisu Powszechnego z roku 2011 wieś liczyła 107 mieszkańców.
Wierni Kościoła rzymskokatolickiego należą do parafii św. Jana Chrzciciela w Parczewie.